# マルグリット・ド・バヴィエール
マルグリット・ド・バヴィエール（Marguerite de Bavière, 1363年 - 1423年1月23日）は、ブルゴーニュ公ジャン1世（無畏公）の妃。ドイツ語名マルガレーテ・フォン・バイエルン（Margarethe von Bayern）。

## 生涯
下バイエルン＝シュトラウビング公アルブレヒト（エノー伯・ホラント伯・ゼーラント伯）の第4子として生まれた。
1385年、カンブレーでジャンと結婚した（カンブレー二重結婚）。1404年の父フィリップ2世（豪胆公）の死、1405年の母マルグリットの死により、ジャンは両親の持つブルゴーニュ、フランドル、アルトワなど広大な所領を相続した。
マルグリットと同時に結婚した弟エノー伯ギヨーム4世とジャンの妹マルグリットには、一人娘ジャクリーヌしかいなかった。しかしジャクリーヌが早世すると、エノー伯、ホラント伯、ゼーラント伯、フリースラント卿といった称号が、最も近い縁者であるフィリップ3世（善良公）へ相続されることとなった。

## 子女
- マルグリット（1393年 - 1442年） - 1404年にフランス王太子・ギュイエンヌ公ルイと結婚、1423年にリッシュモン伯アルテュールと再婚
- マリー（1394年 - 1463年） - 1406年、クレーフェ公アドルフ1世と結婚
- イザベル（1395年 - 1412年） - 1406年、パンティエーヴル伯オリヴィエと結婚
- フィリップ3世（1396年 - 1467年） - ブルゴーニュ公
- ジャンヌ（1399年 - 1406年）
- カトリーヌ（1400年 - 1414年）
- アンヌ（1404年 - 1432年） - 1423年、ベッドフォード公ジョンと結婚
- アニェス（1407年 - 1476年） - 1425年、ブルボン公シャルル1世と結婚